# Ливия на летних Олимпийских играх 1996
Ливия принимала участие в Летних Олимпийских играх 1996 года в Атланте (США) в шестой раз за свою историю, но не завоевала ни одной медали.